# Poonamalle
Poonamalle är en ort i Indien.   Den ligger i distriktet Kancheepuram och delstaten Tamil Nadu, i den södra delen av landet, 1 800 km söder om huvudstaden New Delhi. Poonamalle ligger 21 meter över havet och antalet invånare är 48 837.
Terrängen runt Poonamalle är mycket platt. Runt Poonamalle är det mycket tätbefolkat, med 3 895 invånare per kvadratkilometer. Närmaste större samhälle är Madras, 18,2 km öster om Poonamalle. Runt Poonamalle är det i huvudsak tätbebyggt.